# بریتنی ریس
بریتنی ریس (انگلیسی: Brittney Reese؛ زادهٔ ۹ سپتامبر ۱۹۸۶) یک ورزشکار دو و میدانی اهل ایالات متحده آمریکا است. وی در مسابقات کشوری و بین‌المللی در مجموع برندهٔ ۶ مدال طلا، ۱ مدال نقره شده‌است. او ۶ بار قهرمان جهان شده‌است و رکورددار پرش طول به مسافت ۷٫۲۳ متر در آمریکا می‌باشد.

## زندگی
بریتنی ریس در ایالت اینگلوود، کالیفرنیا زاده شد. اودر سال ۲۰۰۴ از دبیرستان «گلف پورت» فارغ‌التحصیل شد. در این مود او موفق به کسب مقام قهرمانی ستانی در رشته‌های پرش طول و پرش سه‌گام در این دبیرستان شده بود.
او از سال ۲۰۱۳ مربی دو و میدانی، کالج سندیه گو می‌باشد.

## فعالیت‌های حرفه‌ای
بریتنی ریس در سال‌های ۲۰۰۷ و ۲۰۰۸ در اتحادیه ملی ورزش دانشگاهی قهرمان پرش طول در فضای باز شد.

## فعالیت‌های بشر دوستانه
بریتنی ریس در ۱۴ نوامبر ۲۰۱۱، تعداد ۱۰۰ بوقلمون را به افراد بی‌خانمان و نهادهای مذهبی در زادگاهش، گالفپورت، میسیسیپی اهدا کرد. او این کار را ادای دین به جامعه‌ای می‌داند که در طول زندگی ورزشی حرف ای اش از او حمایت کرده‌اند. هدف او از این کار آسانتر انجام شدن مراسم روز شکرگزاری برای نیازمندان آن منطقه محروم بود.
روز ۲۶ اکتبر ۲۰۱۲، در مدرسه گلف پورت جشنی به نام «روز بریتنی ریس» بر پا شد. در این جشن بریتنی، بورسیه تحصیلی سالیانه‌ای را هرساله برای دو نفر از دانش آموزان این مدرسه اهدا کرد. این بورسیه به یک دانش آموز دختر و یک دانش آموز پسر که در دوره‌های ۲ ساله و ۴ ساله دبیرستان پذیرفته شوند اهدا می‌شود.

## رکوردها
| سال                         | مسابقه                         | محل برگزاری                         | مقام                        | رویداد                      | توضیحات                     |                             |
| نماینده ایالات متحده آمریکا | نماینده ایالات متحده آمریکا    | نماینده ایالات متحده آمریکا         | نماینده ایالات متحده آمریکا | نماینده ایالات متحده آمریکا | نماینده ایالات متحده آمریکا | نماینده ایالات متحده آمریکا |
| --------------------------- | ------------------------------ | ----------------------------------- | --------------------------- | --------------------------- | --------------------------- | --------------------------- |
| ۲۰۰۷                        | ۲۰۰۷ اوساکا                    | اوساکا، ژاپن                        | هشتم                        | پرش طول                     | ۶٫۶۰ متر                    |                             |
| ۲۰۰۸                        | بازی‌های المپیک تابستانی ۲۰۰۸   | پکن، جمهوری خلق چین                 | پنجم                        | پرش طول                     | ۶٫۶۷ متر                    |                             |
| ۲۰۰۹                        | ۲۰۰۹ برلین                     | برلین، آلمان                        | اول                         | پرش طول                     | ۷٫۱۰ متر                    |                             |
| ۲۰۱۰                        | مسابقات قهرمانی داخل سالن ۲۰۱۰ | دوحه، قطر                           | اول                         | پرش طول                     | ۶٫۷۰ متر                    |                             |
| ۲۰۱۱                        | ۲۰۱۱ دئگو                      | دئگو، کره جنوبی                     | اول                         | پرش طول                     | ۶٫۸۲ متر                    |                             |
| ۲۰۱۲                        | مسابقات قهرمانی داخل سالن ۲۰۱۲ | استانبول، ترکیه                     | اول                         | پرش طول                     | ۷٫۲۳ متر                    |                             |
| ۲۰۱۲                        | بازی‌های المپیک تابستانی ۲۰۱۲   | لندن، بریتانیا                      | اول                         | پرش طول                     | ۷٫۱۲ متر                    |                             |
| ۲۰۱۳                        | ۲۰۱۳ مسکو                      | مسکو، روسیه                         | اول                         | پرش طول                     | ۷٫۰۱ متر                    |                             |
| ۲۰۱۵                        | ۲۰۱۵ پکن                       | پکن                                 | بیست و چهارم(q)             | پرش طول                     | ۶٫۳۹ متر                    |                             |
| ۲۰۱۶                        | مسابقات قهرمانی داخل سالن ۲۰۱۶ | پورتلند، اورگن، ایالات متحده آمریکا | اول                         | پرش طول                     | ۷٫۲۲ متر                    |                             |
| ۲۰۱۶                        | بازی‌های المپیک تابستانی ۲۰۱۶   | ریو دو ژانیرو، برزیل                | دوم                         | پرش طول                     | ۷٫۱۵ متر                    |                             |

## بهترین رکوردهای شخصی
| رویداد              | بیشترین طول (متر) | محل          | تاریخ        |
| ------------------- | ----------------- | ------------ | ------------ |
| پرش طول (فضای باز)  | ۷٫۳۱ +۱٫۷         | یوجین، اورگن | ۲ ژولیه ۲۰۱۶ |
| پرش طول (داخل سالن) | ۷٫۲۳              | استانبول     | ۱۱ مارس ۲۰۱۲ |